# Светлоград
Светлоград (на руски: Светлогра̀д) е град в Ставрополски край, Русия. Намира се близо до река Калаус, на 85 km североизточно от Ставропол. Населението на града към 1 януари 2018 година е 36 358 души.
Светлоград е основан през 1750 г. под името Петровское. През 1965 г. селището получава статут на град и сегашното си име.

## Побратимени градове
| Град     | Държава  |
| -------- | -------- |
| Ракитово | България |